# Битка при завоя на Черна
 Тази статия е за първата битка.  За втората битка вижте Битка при завоя на Черна (1917).  
Битката при завоя на Черна е битка между българските войски и тези на Антантата, проведена през октомври-ноември 1916 г. на Южния фронт по време на Първата световна война.

## Ход на битката

### 1916 г.
През август 1916 година българските войски провеждат настъпателната Леринска операция. След нейното преустановяване силите на Антантата предприемат контранастъпление. Те заемат Каймакчалан на 2 октомври и продължават към Битоля като се стига до първото сражение на завоя на река Черна.
В района на завоя на Черна в края на септември 1916 г. е заела набързо позиции на отбрана българската 8-а пехотна Тунджанска дивизия. Тя поема главната тежест на боевете. Завоят на Черна обаче се превръща в сражение на почти цялата българска армия на Солунския фронт, защото тук последователно в месомелачката са вкарвани цели 14 български пехотни полка от 4 различни дивизии. Помощ на българската войска оказват и съюзните ѝ германски войски, които изпращат два свои полка и други инженерни и артилерийски части. От българските и германските войски в завоя на Черна по-късно възниква 302-ра дивизия, която е с немски щаб, но с почти изцяло български състав.
На 5 октомври 1916 г. сръбските войски правят първи опит да преминат реката. Слаби техни части достигат десния бряг на Черна, но са контраатакувани успешно. Сърбите са разбити, оставят даже пленници и отстъпват. На 6 октомври 1916 г. сърбите пак атакуват в района на селата Добровени и Скочивир. Някои сръбски подразделения пробиват българската отбрана, но отново контраатакувани са изтласкани назад. В български ръце пак пада село Брод. Още в самото им начало боевете са крайно ожесточени. Сърбите, които имат голямо надмощие в артилерия, атакуват постоянно.
На 14 – 15 октомври 1916 г. боевете са непрекъснати. Натискът на сърбите е много силен. Българите започват да изнемогват, но удържат позициите си. В нощта на 14 октомври 1916 г. е кулминацията на битката в завоя на Черна. Тогава сръбските войски предприемат осем последователни атаки, които са отбити до една от българските защитници. Цели 3 дни след това сърбите не атакуват. Трупат сили и се възстановяват за нови атаки.
На 18 октомври 1916 г. те преминават река Черна (Църна) при Брод и се укрепяват на левия ѝ бряг. Първа българска армия прави контраатака, но тя е неуспешна. На 23 октомври огънят на противника достига огромни размери. Французите действат в полето при Кенали. За една седмица противниците на българите ги атакуват няколко пъти, но не постигат успех. И сръбските атаки при завоя на Черна биват отбивани. При всяка неуспешна атака вражеската артилерия усилва огъня си. Загубите се увеличават все повече и повече, като батареите трябва да пестят снарядите си, което угнетява българските защитници и убива бойния им дух. На 7 ноември съглашенската артилерия започва най-силен огън срещу 3/8 бригада, които заемали позиции между Крапе и Полог. След 3 дена загубите на бригадата постепенно се увеличават и на 10 ноември без да бъде атакувана тя напуска позициите си, които веднага са заети от сърбите. След нови боеве на 17 и 18 ноември българските войски на 19 ноември са принудени да напуснат Битоля и заемат позиции на 5 км северно от града на линията Пелистер – кота 1248 – кота 1050.
Поради снежните виелици по целия фронт при завоя на Черна и Дойранското езеро се развива слаба бойна дейност, която ескалира през пролетта на 1917 г. През май с.г. съглашенците правят втори опит да пробият българския фронт в района на завоя на Черна.

## Последици
Загубите на противниците в тази битка остават неизвестни. Сигурно е, че те са огромни. По спомени на съвременници, участници в жестоките боеве, Черна става Червена, защото е обилно полята от кръвта на загиналите бойци от различни националности. Най-много жертви дават българите, които трудно се окопават в каменистата почва в района, изпитват постоянно недостиг на снаряди и боеприпаси, бият се винаги с по-малко сили и сръбските войски, които са добре въоръжени, особено с френска тежка артилерия и напират безогледно в атаки, кърваво отбивани от техния противник. Българските полкове в завоя на Черна се топят и загубите им са ужасяващи. Особено пострадала е 8-а пехотна дивизия, остатъците от която след края на боевете са изведени на почивка в Сярско-Егейска Македония.
Споменът за завоя на Черна остава неизличим в българската военна летопис. За Черна са писани най-много разкази от периода на войната. През 2010 година битката в завоя на Черна влиза сред десетте най-значими български военни събития на XX век.